# Asura assamica
Asura assamica är en fjärilsart som beskrevs av Moore 1878. Asura assamica ingår i släktet Asura och familjen björnspinnare. Inga underarter finns listade i Catalogue of Life.